# Mokri Jaly
Mokri Jaly (ukrainisch Мокрі Яли) ist ein linker Nebenfluss der Wowtscha in der Ukraine. 

## Flusslauf
Der Mokri Jaly entspringt in der Nähe von Wolnowacha und fließt zunächst nach Süden, ändert seine Richtung nach Westen und später nach Norden. Der Fluss ist etwa 30 Meter breit, im Sommer fällt er gelegentlich trocken. Verschiedene Stauseen regulieren den Mokri Jaly, sein Gefälle beträgt etwa 1,1 Meter pro Kilometer. In den Fluss münden 42 kleinere Flüsse, 28 davon sind kürzer als 10 Kilometer. Um 1600 trug der Fluss den Namen Elkuvaty (Елкуваты).